# Disfonia infantil
La disfonia infantil es defineix com una disfonia (pertorbació que afecta a les qualitats acústiques de la veu, l'altura, intensitat i el timbre) que afecta els infants.

## Tipus
Segons el grau de les alteracions vocals es classifica en:
- Afonia, és la pèrdua de la veu com a conseqüència d'un estat agut generalment inflamatori, (grip, laringitis...)
- Disfonia, és l'alteració de la veu en qualsevol de les seves qualitats, pot presentar-se amb lesió orgànica-laringea o sense, i el factor disfuncional ocupa un paper important dins d'aquest conjunt.[2]

## Característiques
La disfonia no és només un problema dels adults, en l'actualitat cada vegada més les malalties vocals infantils han anat creixent en els últims anys.
El nen i la nena criden des de ben petits com a expressió de protesta, alegria, dolor, irritació, por o simplement per cridar l'atenció. Les alteracions de la veu en els nens en edat escolar representen un percentatge significatiu en el conjunt de la població. Afecta a nens i nenes en edat compreses preferentment entre els 6 i 10 anys, encara que també es presenta una menor proporció de casos per damunt o per de baix d'aquesta franja d'edat.
Generalment aquests trastorns no són severs, és a dir, no sol passar que els nens es quedin sense veu de manera prolongada o estable. Es tracta de dificultats que moltes vegades no són detectades en l'àmbit familiar perquè el nen i nena es comunica de manera eficaç i la seva veu no alarma als pares fins al punt d'haver de consultar un especialista. A vegades són discretes alteracions de la veu que a la família no dona importància.
Davant d'una ronquera d'un nen o nena cal tenir cura perquè:
- pot ser indicatiu d'una lesió al tracte vocal, és un signe d'alarma.
- els mecanismes d'esforç que utilitza li produeixen un aprenentatge incorrecte de l'emissió vocal i quan hagi de sotmetre el sistema fonatori a un sobre-esforç és probable que el maltracti.
- el sobreesforç que realitzar posa nerviosa a la familia sent un element de tensió familiar.
- en el futur el nen o nena pot ser un professional de la veu i trobar-se amb problemes a la veu.

El prototip de nen o nena d'alt rics de trastorn de veu són nens que:
- viuen en ambients sorollosos, conflictius.
- canten en una coral o estudien solfeig.
- tendeixen a imitar les veus de l'ambient.
- criden molt quan, estan enfadats riuen violentament i ploren intensament.
- són temperamentals, dominants, agressius e impulsius.
- sofreixen refredats freqüents.
- la seva audició pot ser deficient per problemes de refredats.

## Factors que incideixen en l'aparició de trastorns de la veu en els nens
- L'entorn socio-comunicatiu : la família ofereix al nen o nena un model de relació i convivència que pot ser més o menys obert, tolerant, acollidor, exigent, autoritari, crític, radical...

Hi ha diferents models de relació que poden ser positius per uns i no tan encertats per uns altres membres de la família. El nen o nena es troba en un context on es troben models de veu, de la seva mare, pare... i per això moltes vegades diem aquest nen parla tan fort com el seu pare..
L'escola és el següent entorn en el que es relaciona el nen o nena oferint-li a la vegada models o referències verbals a l'hora d'interaccionar: respectar o no el torn de paraula, parlar a intensitat adequada o abusant d'ella, parlar en entorns silenciosos sense soroll de fons o fer-lo en un entorn altament sorollós com el pati, el gimnàs…
- Món psíquic i afectiu: les vivències quotidianes del nen o la nena no es produeixen de manera aïllada del que passa en la seva vida psíquica interior. En funció de com percebin la realitat i de com es va estructurant la seva personalitat s'anirà integrant les vivències de l'entorn familiar, escolar, de relació o d'interacció amb els altres.
- Factors mèdics predisponents o desencadenants com pot ser l'obstrucció nasal crònica, processos infecciosos de la faringe, diferents processos quadre d'amigdalitis, problemes a les vies respiratòries inferiors...
- Aspectes postural i funcionalitat respiratòria.